# Henryk Wogenap
Henryk II Wogenap (zm. 9 kwietnia 1334) – biskup warmiński.

## Życiorys
Kanonik i prepozyt kapituły warmińskiej; po śmierci Jordana został wybrany na biskupa warmińskiego, jednak funkcję tę pełnił tylko 4 lata. Oficjalną prekonizację oraz sakrę biskupią otrzymał przed 4 sierpnia 1329 w Awinionie od papieża Jana XXII.
Zapisał się w dziejach diecezji jako sprawny administrator dóbr biskupich, aktywny także w pracy duszpasterskiej. Rozpoczął budowę murowanej katedry we Fromborku.
Po śmierci pochowano go w katedrze we Fromborku. Po nim nastąpił kilkuletni wakat na stolicy biskupiej we Fromborku, przerwany w 1337 nominacją Hermana z Pragi. 26 grudnia 1329 r. zawiesił swoją pieczęć obok kapitulnej pod dokumentem podnoszącym osadę Dobre Miasto do rangi miasta.